# Сент-Омер (Кальвадос)
Сент-Оме́р (фр. Saint-Omer) — коммуна во Франции, находится в регионе Нижняя Нормандия. Департамент коммуны — Кальвадос. Входит в состав кантона Тюри-Аркур. Округ коммуны — Кан.
Код INSEE коммуны — 14635.

## Население
Население коммуны на 2010 год составляло 171 человек.
| 1962 | 1968 | 1975 | 1982 | 1990 | 1999 | 2010 |
| ---- | ---- | ---- | ---- | ---- | ---- | ---- |
| 188  | 182  | 184  | 162  | 142  | 157  | 171  |

## Экономика
В 2010 году среди 100 человек трудоспособного возраста (15—64 лет) 74 были экономически активными, 26 — неактивными (показатель активности — 74,0 %, в 1999 году было 74,3 %). Из 74 активных жителей работали 67 человек (37 мужчин и 30 женщин), безработных было 7 (4 мужчины и 3 женщины). Среди 26 неактивных 10 человек были учениками или студентами, 10 — пенсионерами, 6 были неактивными по другим причинам.